# 五條市
五條市（日语：／ Gojō shi */?）是位於日本奈良縣西南部的城市，也是南和地區的主要城市。主要市區位於紀之川的上游吉野川沿岸地區，該地自古即是連結大和国和紀伊国的交通要衝，同時也是進入吉野山地的入口。南部的大塔町地區則為熊野川上游十津川的流域。
當地主要農產為柿子，工業則以木材加工及免洗筷製造較多，在轄區北側設有科技園・奈良、北宇智工業區；大和團地（現已併入大和房屋工業）過去曾在轄內開發南大和新城的住宅區。
地名「五條」為在日文中少數未使用而是使用的地名，1946年日本政府發布當用漢字後，將簡化為，因此民間開始有人隨之將改寫為；但在1957年五條市成立之時，第一任市長山本米三在向縣政府及中央政府提出的文件資料中仍以做為市名，但最初官方的公布資料卻錯誤的寫為，直到市政府提出更正要求後才修正為。
但由於民間及部分機關仍配合當用漢字開始使用的名稱，造成兩種用法長期都存在使用，直到1997年五條市成立40周年之時，市政府發起配合正名，要求各機關名稱配合將修正為；包括郵局、交通標示開始逐漸統一使用，目前僅剩下西日本旅客鐵道的五條車站和部分冠上地名的民間企業仍使用的名稱。

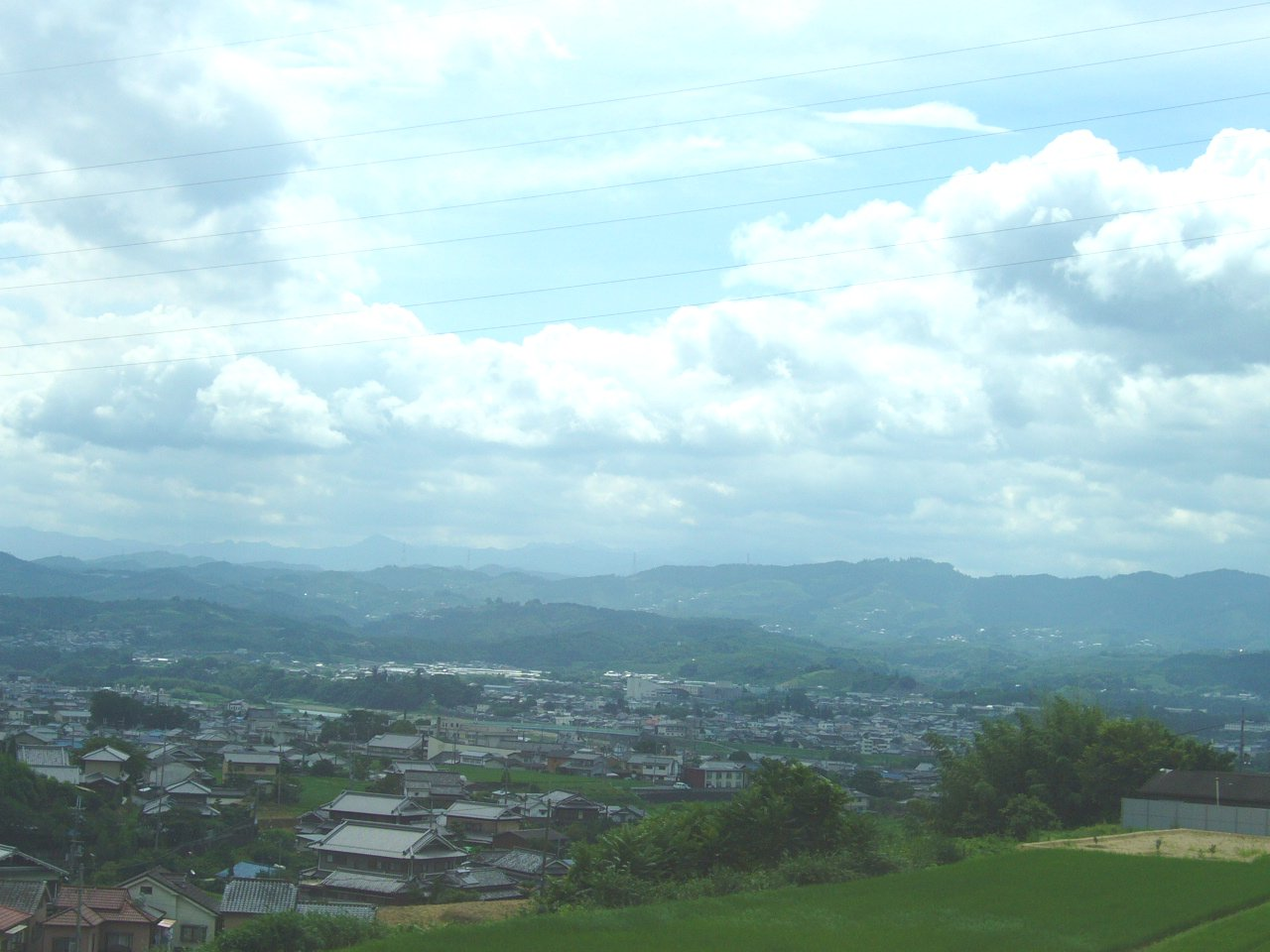
從京奈和自動車道（五條道路）望五條市街

## 人口
鄰近的橋本市、大町都擁有可以直通大阪市區的鐵路路線，相較之下五條市的交通便利性較低。因此橋本市、大淀町便以大阪市的通勤城鎮開發了大規模的住宅區，使其人口得以快速增加，而五條市的人口則傾向於持平。
| 五條市人口分布圖 |                                               |  |
| 五條市與日本全國年齡別人口分布比較圖 （2005年資料） | 五條市的年齡、男女別人口分布圖 （2005年資料） |  |
| ■紫色是五條市 ■綠色是全国 | ■藍色是男性 ■紅色是女性                       |  |
| 五條市人口變化 \| 1970年 \| 41,546人 \| \| \| 1975年 \| 40,892人 \| \| \| 1980年 \| 40,089人 \| \| \| 1985年 \| 39,600人 \| \| \| 1990年 \| 39,869人 \| \| \| 1995年 \| 40,871人 \| \| \| 2000年 \| 39,928人 \| \| \| 2005年 \| 37,375人 \| \| \| 2010年 \| 34,460人 \| \| \| 2015年 \| 30,997人 \| \| \| 2020年 \| 27,927人 \| \| |                                               |  |
| 資料來源：日本總務省統計中心提供之人口普查數據 |                                               |  |
| 1970年 | 41,546人                                      |  |
| 1975年 | 40,892人                                      |  |
| 1980年 | 40,089人                                      |  |
| 1985年 | 39,600人                                      |  |
| 1990年 | 39,869人                                      |  |
| 1995年 | 40,871人                                      |  |
| 2000年 | 39,928人                                      |  |
| 2005年 | 37,375人                                      |  |
| 2010年 | 34,460人                                      |  |
| 2015年 | 30,997人                                      |  |
| 2020年 | 27,927人                                      |  |

## 歷史
在令制國時代屬於大和國宇智郡，14世紀南北朝時代曾經成為南朝的根據地。
1600年關原之戰後，松倉重政曾被封至此地成立大和五條藩，並開始發展城下町，但僅16年後松倉重政被改封至日野江藩；此後此地成為幕府直屬的天領，並在1795年設立五條代官所負責管理此區域週邊的天領及旗本領地。
在江戶時代末期的1863年，部分尊皇攘夷派的武士在堺成立天誅組，一度佔領此地做為根據地，但僅20天就因進攻高取城失敗而潰敗往南逃入南部山區，最後遭到剿滅。
明治維新後，新政府在1870年以原五條代官所為基礎新設立五條縣，縣廳延續使用五條代官所的陣屋設於此地，但僅兩年後，五條縣即被廢除併入奈良縣，但此後隨著立次府縣整併曾先後被併入堺縣、大阪府，直到1887年重新恢復設立奈良縣後，才再次隸屬奈良縣。
1889年日本實施町村制，現在的五條市轄區在當時分屬五條町、牧野村、北宇智村、宇智村、阿太村、野原村、南宇智村、阪合部村、白銀村、賀名生村、宗檜村、大塔村共12個行政區劃；1950年代的昭和大合併期間，前八個行政區劃合併為五條市，白銀村、賀名生村、宗檜村合併為西吉野村。
平成大合併期間，西吉野村與大塔村在2006年併入五條市，形成現今五條市的轄區範圍。

### 變遷表
| 1889年4月1日 | 1889年 - 1912年              | 1912年 - 1944年              | 1945年 - 1954年              | 1955年 - 1989年             | 1989年 - 現在            | 現在   |
| ------------ | ---------------------------- | ---------------------------- | ---------------------------- | --------------------------- | ------------------------ | ------ |
| 五條町       | 五條町                       | 五條町                       | 五條町                       | 1957年10月15日 合併為五條市 | 五條市                   | 五條市 |
| 牧野村       |                              |                              |                              | 1957年10月15日 合併為五條市 | 五條市                   | 五條市 |
| 北宇智村     |                              |                              |                              | 1957年10月15日 合併為五條市 | 五條市                   | 五條市 |
| 宇智村       |                              |                              |                              | 1957年10月15日 合併為五條市 | 五條市                   | 五條市 |
| 阿太村       | 1891年9月24日 分割為大阿太村 | 1891年9月24日 分割為大阿太村 | 1891年9月24日 分割為大阿太村 | 1957年10月15日 合併為五條市 | 五條市                   | 五條市 |
| 阿太村       | 1891年9月24日 分割為南阿太村 |                              |                              | 1957年10月15日 合併為五條市 | 五條市                   | 五條市 |
| 野原村       | 野原村                       | 1928年11月3日 改制為野原町   | 1928年11月3日 改制為野原町   | 1957年10月15日 合併為五條市 | 五條市                   | 五條市 |
| 阪合部村     |                              |                              |                              | 1957年10月15日 合併為五條市 | 五條市                   | 五條市 |
| 南宇智村     | 南宇智村                     | 南宇智村                     | 南宇智村                     | 1959年1月1日 併入五條市     | 五條市                   | 五條市 |
| 大塔村       | 大塔村                       | 大塔村                       | 大塔村                       | 大塔村                      | 2005年9月25日 併入五條市 | 五條市 |
| 白銀村       | 白銀村                       | 白銀村                       | 白銀村                       | 1959年4月1日 合併為西吉野村 | 2005年9月25日 併入五條市 | 五條市 |
| 賀名生村     |                              |                              |                              | 1959年4月1日 合併為西吉野村 | 2005年9月25日 併入五條市 | 五條市 |
| 宗檜村       |                              |                              |                              | 1959年4月1日 合併為西吉野村 | 2005年9月25日 併入五條市 | 五條市 |

## 行政
過去五條市在日本眾議院議員選舉的選舉区為「奈良縣第4區」，但在2017年奈良縣的眾議員應選名額由4人減至3人後，改劃為「奈良縣第3區」；在奈良縣議会議員選舉的選舉区則為「五條市選舉区」（應選名額1人）。

## 交通
西日本旅客鐵道和歌山線自北方御所市進入轄內，並穿過主要市區，再往西進入和歌山縣橋本市；連結京都市、奈良市、和歌山市的京奈和自動車道也以與鐵路和歌山線大致相同的方向通過轄內，並設有三個交流道。
在市中心有奈良交通的五條巴士中心，可搭乘奈良交通的巴士往返周邊的御所市、橿原市、大和高田市、新宮市、大淀町、十津川村。但市區以外的南部山區皆無鐵路路線通過，公共交通則仰賴奈良巴士和五條市社區巴士的路線客運。
1922年曾規劃自現在的市區內的五條車站往南修築鐵路五新線至現今新宮市的新宮站，鐵路工程於1939年開始進行，中途因遭遇二次世界大戰曾一度暫停工程，在戰後直到1957年又繼續施工，原本自五條市區到現在西吉野町城戶地區之間路段的路基已經完成，但由於當地居民出現反對鐵路營運的意見，最後折衷先將此路段作為巴士專用道路先讓巴士使用，並暫停後續工程。直到1970年代，日本政府開始檢討日本國有鐵道的經營，並規劃進行民營化，因此五新線後續未完成的工程直接決定中止，而作為巴士專用道的路段也由於隧道欠缺維護，最後在2014年停止使用。

### 鐵路
- 西日本旅客鐵道（JR西日本）
  - 和歌山線：（←御所市） - 北宇智站 - 五条站 - 大和二見站 - （橋本市→）

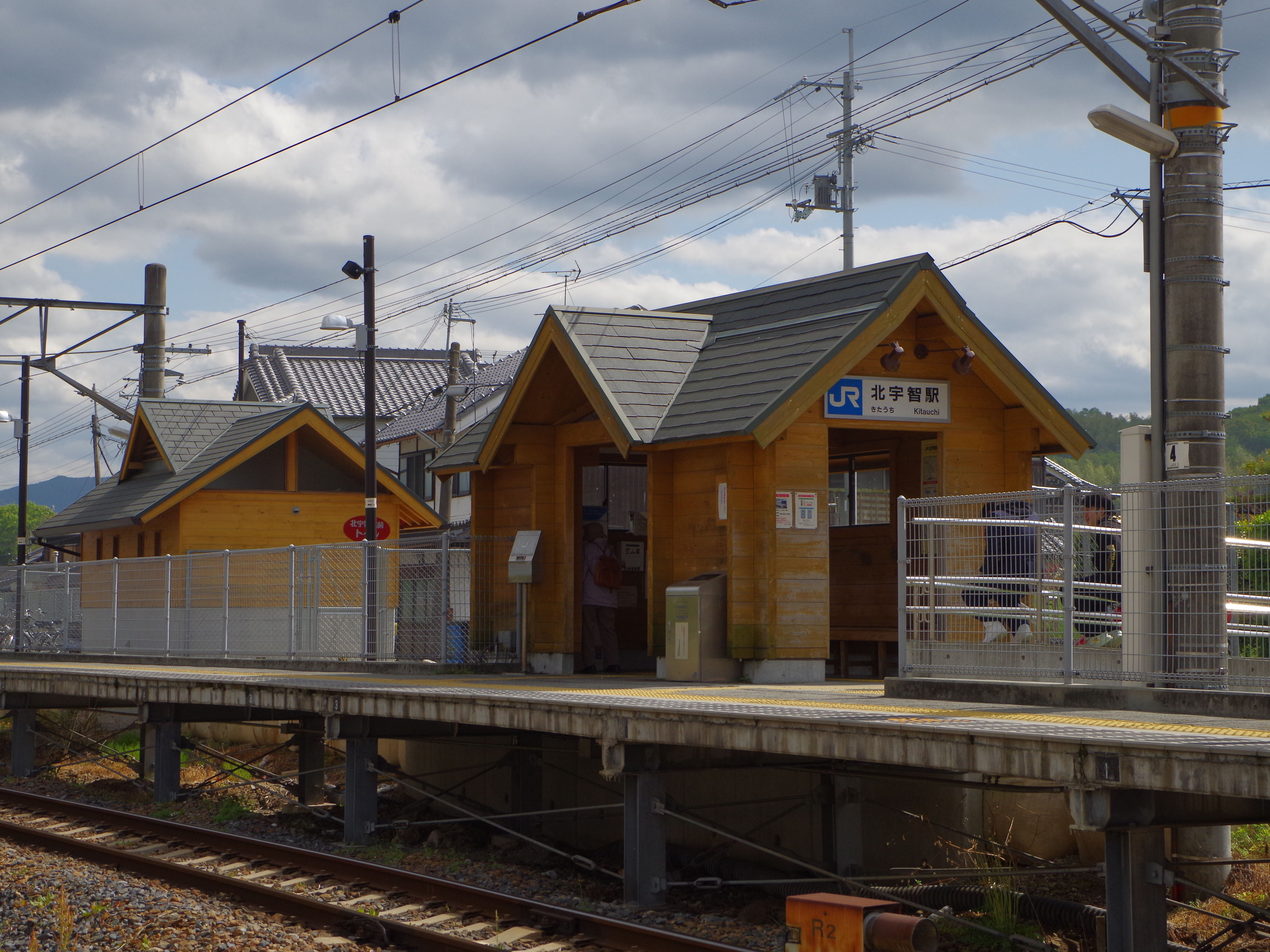
北宇智車站
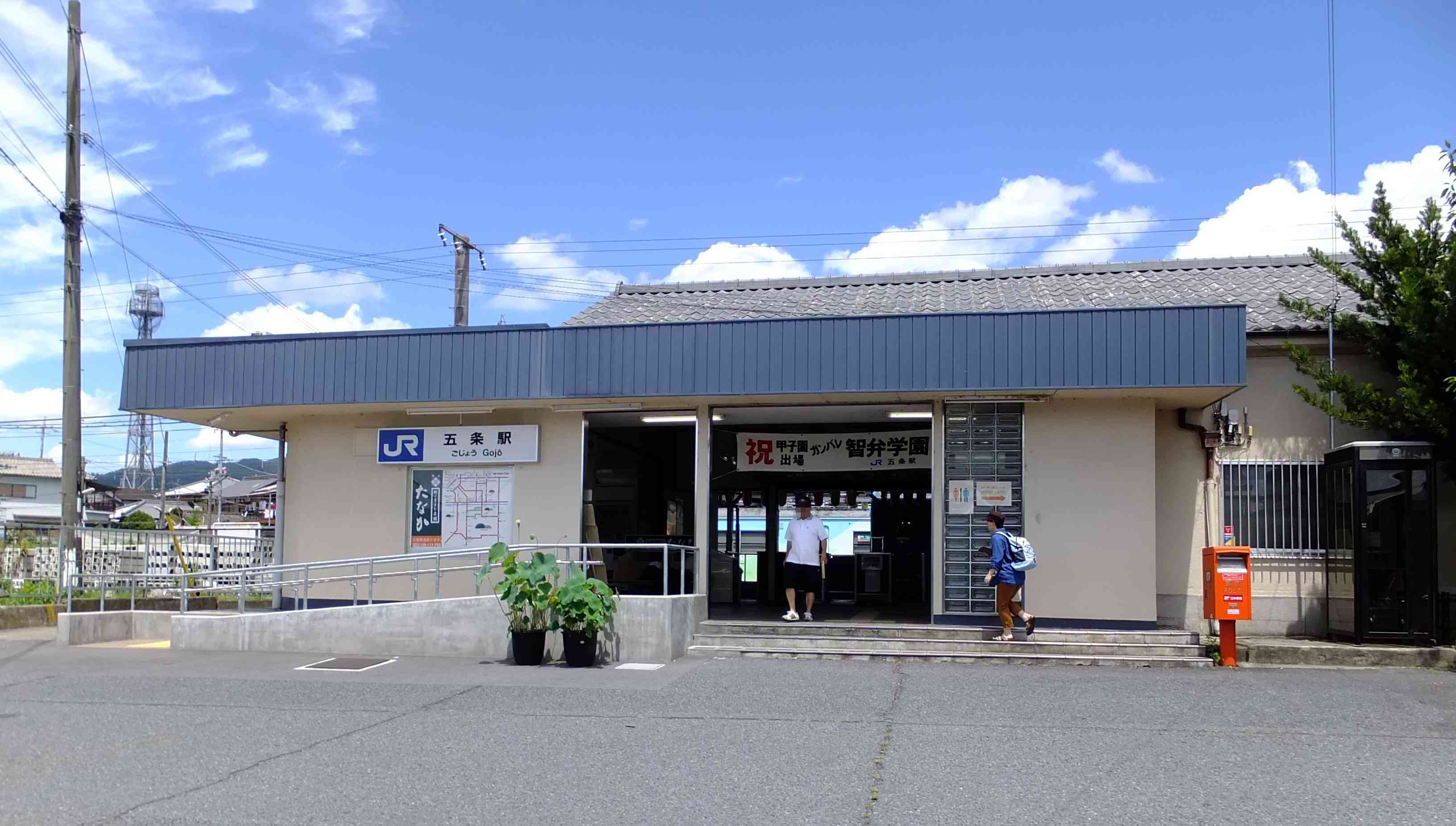
五條車站
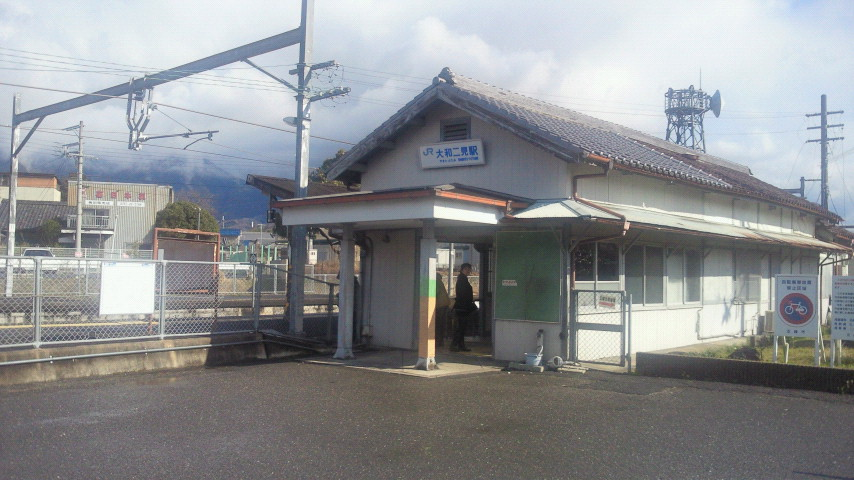
大和二見車站

### 公路
高速道路
- 京奈和自動車道：（御所市） - 五條北交流道 - 五條交流道 - 五條西交流道 - （橋本市）

## 觀光資源
17世紀初期松倉重政受封此地成立大和五條藩時，即在其居城二見城與五條舊市區之間開始發展新的城下町，雖然五條後來成為幕府直轄的天領，但仍繼續以商家町的形式發展下去，並成為現在的五條新町，並在2010年被日本政府劃為重要傳統的建造物群保存地區。其中的栗山家住宅始建於1607年，被認定是日本最古老的民房建築。
原本規劃自五條市市區往南修築至新宮市的鐵路五新線在1959年停止施工後，由於後續至2012年期間轉作巴士專用道使用，部分鐵路設施、隧道及橋樑仍被保留至今，這些設施也成為觀光景點。

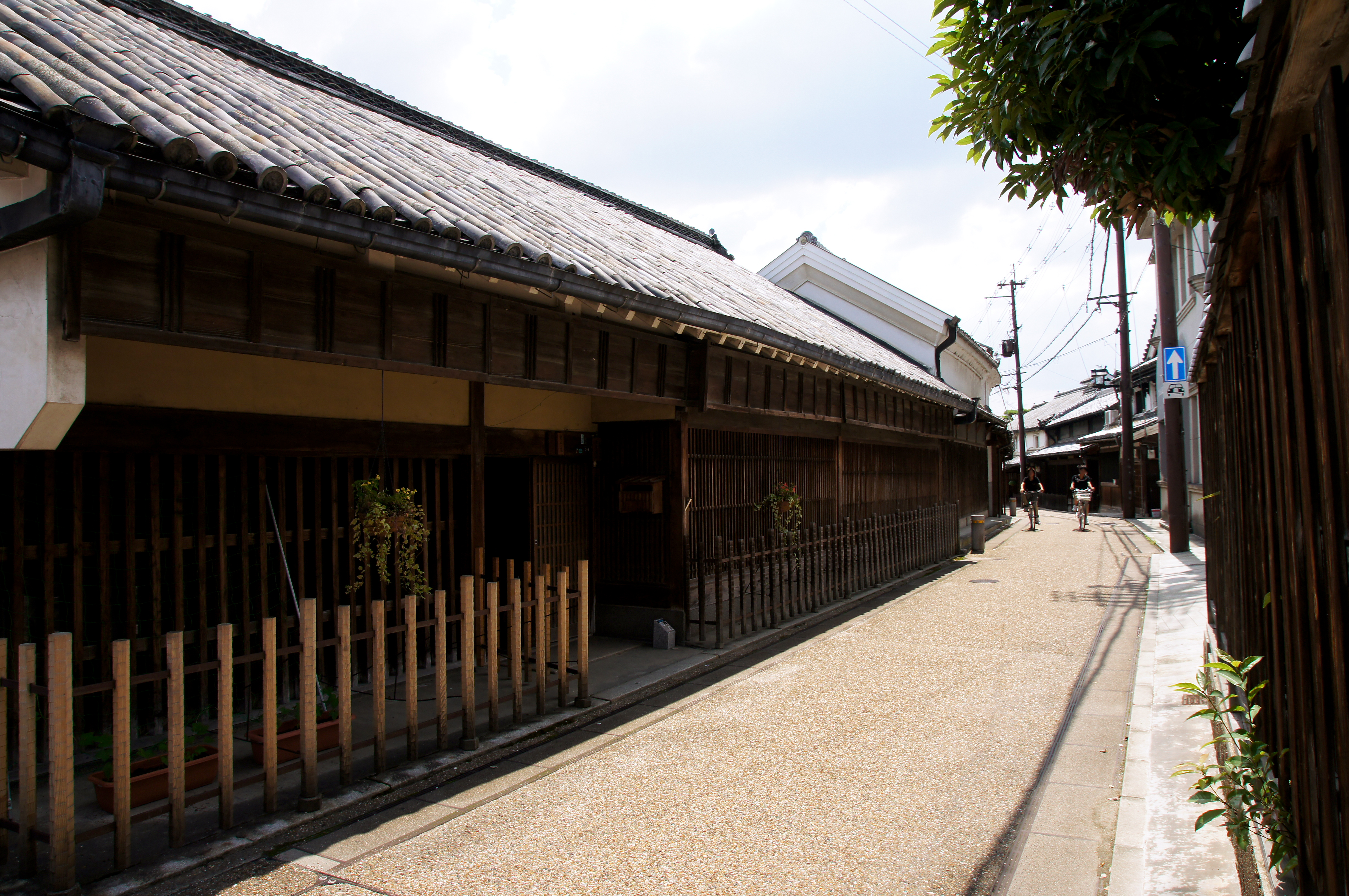
五條新町的街道
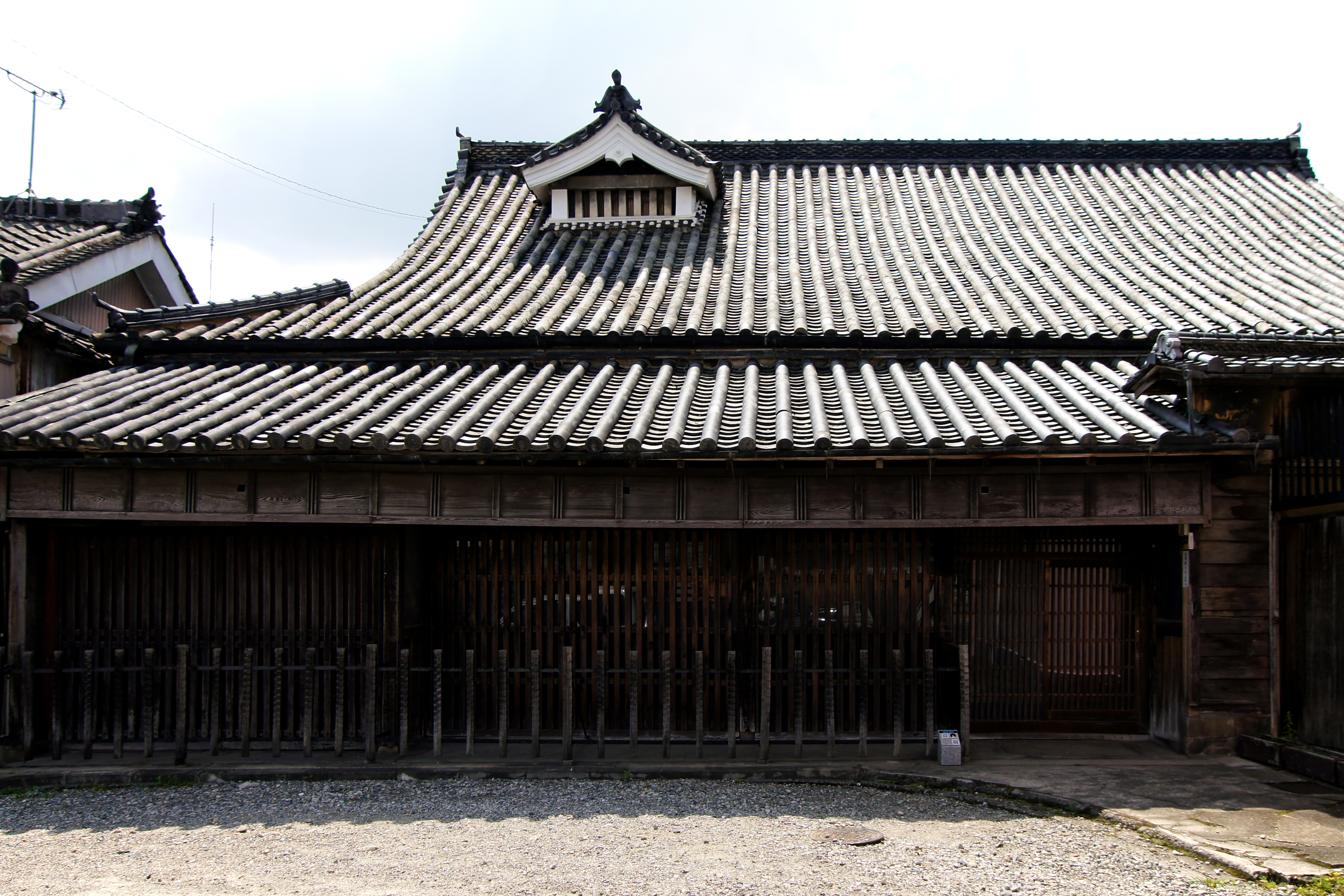
栗山家住宅
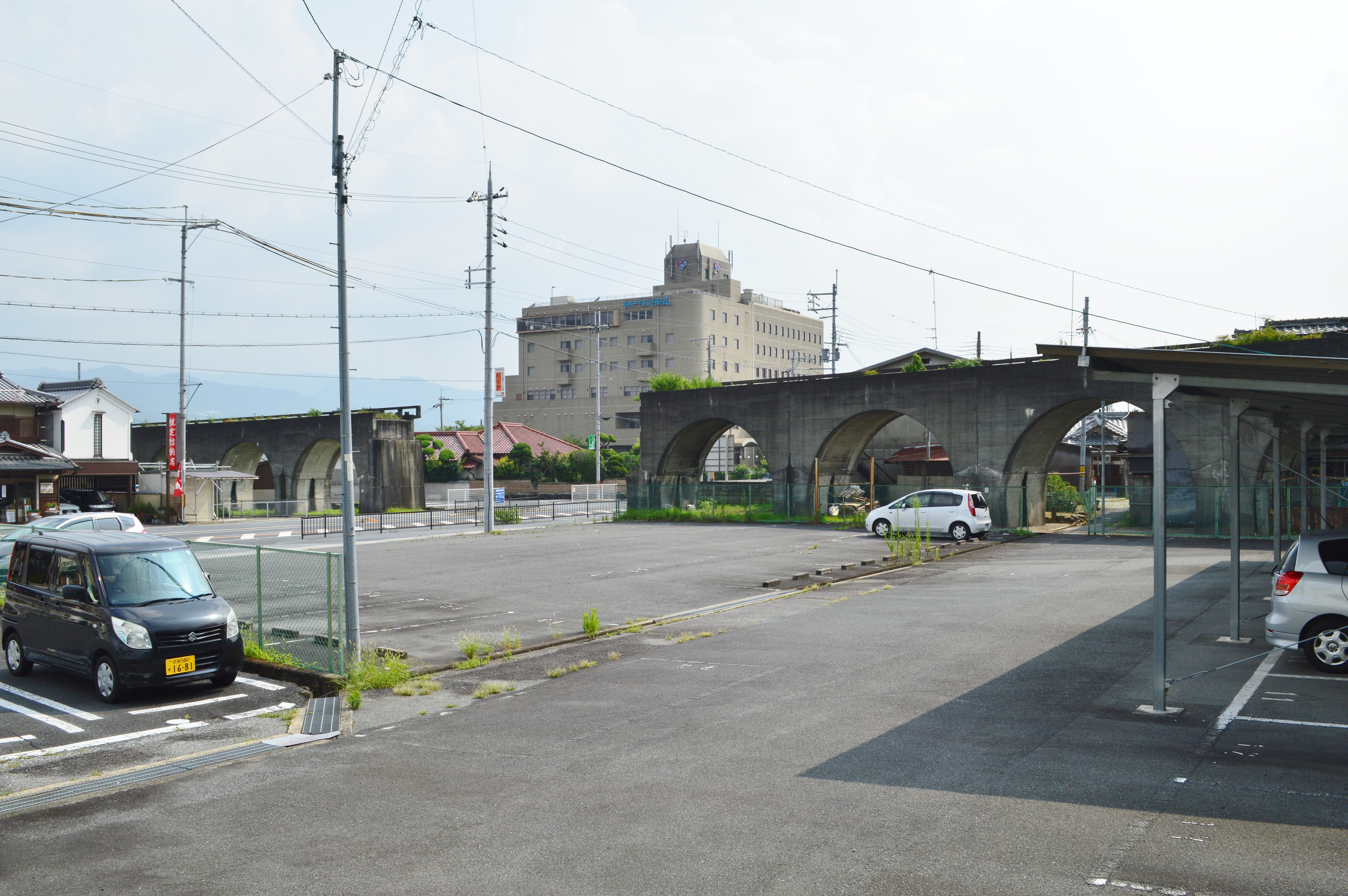
五新線在五條市區內跨越國道24號的高架路段
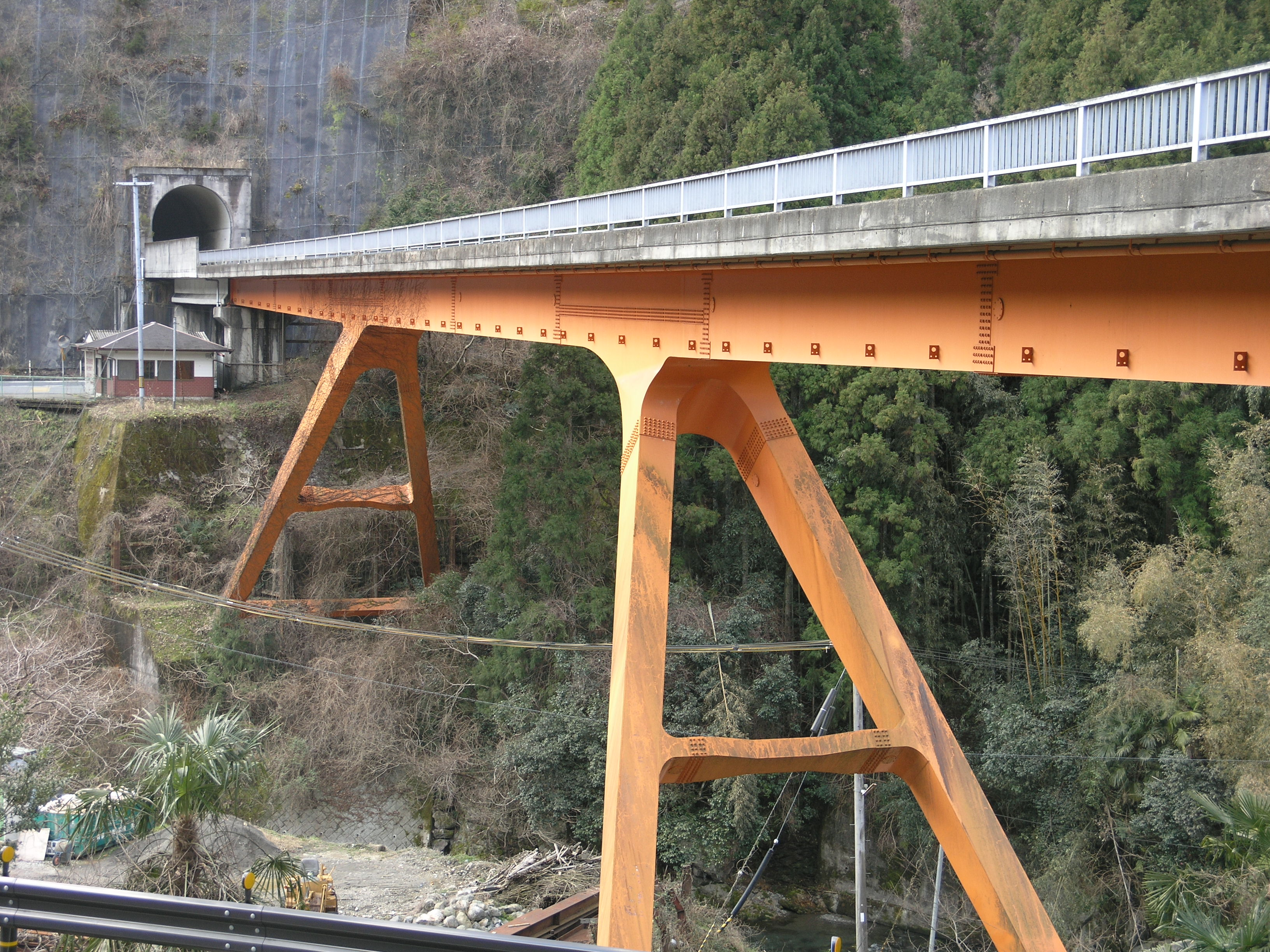
五新線在山區的宗川野橋梁及西野隧道

## 教育
轄內有宗教團體辯天宗所創辦的智辯學園中學校及高等學校，為學校法人智辯學園旗下三所學校之一，為日本高中棒球知名的學校。
此外大阪大學核物理研究中心利用轄內未完成的鐵路五新線路段中，長達五公里的天辻隧道設立大塔宇宙觀測所，用以觀測宇宙線、中子。

## 本地出身名人
- 木村篤太郎（法律家、政治家、初代法務大臣、初代保安廳長官、初代防衛廳長官）
- 川村隆（日语：川村たかし）（作家）
- 楳圖一雄（漫畫家）：出生地為和歌山縣伊都郡高野町
- 佐藤喜子（競泳選手。1956年夏季奧林匹克運動會、1960年夏季奧林匹克運動會國家代表隊）
- 山本集（日语：山本集）（畫家）
- 門田博光（前職棒球員）：出生地為山口縣山陽小野田市
- 鈴木康友（日语：鈴木康友）（前職棒球員、棒球指導者）
- 七井貴行（日语：七井貴行）（搞笑藝人）
- 尾野真千子（女演員）
- 岡崎太一（日语：岡崎太一）（職棒球員。阪神虎隊）
- 岡本和真（職棒球員。讀賣巨人隊）

## 外部連結
- （日語） 五條市觀光協會（页面存档备份，存于）
- OpenStreetMap上有關五條市的地理